# Oliver Clemens
Oliver Clemens (* 24. Juli 1973 in München) ist ein deutscher Schauspieler.

## Leben
Clemens wuchs in der Landeshauptstadt Bayerns, als Sohn des Schauspielers Günter Clemens, auf und lebt heute in Neubiberg bei München. Er nahm privaten Schauspielunterricht bei Susan Batson in New York und absolvierte eine Ausbildung am Herbert Berghof Studio in New York.
1990 begann Oliver Clemens seine Laufbahn in ersten Fernsehrollen, u. a. im Tatort und in mehreren TV-Serien. Ein Jahr später folgte seine erste durchgehende Serienrolle in der ZDF-Reihe Alarmcode 112. In Poets’ Rap & Roll Show stand er 1997 kurzzeitig auf der Theaterbühne.
In der vierten Staffel der ARD-Serie Familie Dr. Kleist war Clemens in der Rolle des Konrektors Moritz Runkel zu sehen.

## Fernsehen (Auswahl)
- 1990–1994: Ein Haus in der Toscana – Fernsehserie der ARD
- 1992: Verkehrsgericht – Folge 31, Der Unfall an der Brücke (ZDF)
- 1993: Liebe ist Privatsache (Pro7)
- 1994: Tatort: Klassen-Kampf (ARD)
- 1995–1996: Alarmcode 112 (ZDF)
- 1996: Wildbach (ARD)
- 1997: First Love – Abgebrüht (ZDF)
- 1998: In aller Freundschaft – Die Erpressung (ARD/MDR)
- 1998: Der Fahnder – Riemanns Mörder (ARD)
- 1998: SOKO 5113 – Bombenstimmung (ZDF)
- 1998: Der Bulle von Tölz: Tod in der Walpurgisnacht (Sat.1)
- 1999–2001: Powder Park (ARD)
- 2002: Ein Liebhaber zu viel ist noch zu wenig (ARD)
- 2003: Wunschkinder und andere Zufälle (ARD)
- 2003: Untreu (RTL)
- 2003: Rosamunde Pilcher … Liebe im Spiel (ZDF)
- 2003: Herzlichen Glückwunsch (ARD)
- 2003: Glück auf halber Treppe (ARD)
- 2003: Schampusbauern (Sat.1)
- 2003: Immer noch Jungfrau (ProSieben)
- 2003: Wunschkinder und andere Zufälle
- 2004: Um’s Paradies betrogen (ZDF)
- 2005: Inga Lindström … Das Geheimnis von Svenaholm
- 2005: Die Hochzeit meiner Töchter (ARD)
- 2005: SOKO Kitzbühel (ZDF)
- 2005: Wer entführt meine Frau (ZDF)
- 2006: Kinder, Kinder (ZDF)
- 2006: Die Hochzeit meiner Töchter (ARD)
- 2007: Im Tal der wilden Rosen: Herz im Wind (Fernsehreihe, ZDF)
- 2007: Das fünfte Gebot (ZDF)
- 2007: Wenn Träume fliegen (ARD)
- 2007: Was heißt hier Oma! (ARD)
- 2007: Kreuzfahrt ins Glück (ZDF)
- 2008: Rosamunde Pilcher – Herzen im Wind (ZDF)
- 2008: Mamas Flitterwochen
- 2009: Liebe, Babys und Familienleben IV (ZDF)
- 2009: Familie Dr. Kleist (ARD)
- 2010: Da kommt Kalle
- 2012: Bergretter/Bergdoktor  (ZDF)
- 2012: SOKO 5113 (ZDF)
- 2013: Die Toten vom Bodensee (ZDF)
- 2015: Die Rosenheim-Cops (ZDF)
- 2017: SOKO Stuttgart – Dachschaden (ZDF)
- 2018: SOKO München – Es braut sich was zam (ZDF)
- 2018: Tonio & Julia: Kneifen gilt nicht (ZDF)
- 2019: Lindenstraße (ARD)
- 2019: Nachtschwestern (RTL)
- 2019: Über Land (ZDF)[2]
- 2020: Tonio & Julia: Dem Himmel so nah (ZDF)
- 2021: Rote Rosen (ARD)

## Kino (Auswahl)
- 2000: Bis zum letzten Mann
- 2000: Gott ist ein toter Fisch